# Bartłomiej Beniowski
Bartłomiej Beniowski (ur. ok. 1800  w Berdyczowie, zm. 29 marca 1867 w Londynie) – lekarz, major wojsk polskich, uczestnik powstania listopadowego. 

## Życiorys
Studiował medycynę w Wilnie. Powstanie listopadowe zastało go w armii rosyjskiej. W czasie bitwy pod Kuflewem 25 kwietnia 1831 roku przeszedł na stronę polską. W armii polskiej był kapitanem 4. pułku ułanów. W 1831 roku udał się na emigrację do Francji, już jako major. 
W 1833 został wysłany do Egiptu, gdzie z ramienia Komitetu Narodowego Emigracji Polskiej miał nawiązać kontakty z Muhammadem Alim i uzyskać jego zgodę na zatrudnienie polskich oficerów w wojsku egipskim. Misja zakończyła się niepowodzeniem, a Beniowski po powrocie z Egiptu zamieszkał w Anglii. Utrzymywał kontakty z lożami  masońskimi w Londynie - „mason major Bartłomiej Beniowski”. Pamiątki po nim znajdowały się w słynnych zbiorach masońskich Tadeusza Stanisława Wróblewskiego, jedna z nich - wstęga mistrza masońskiego - przechowywana jest dzisiaj w Narodowym Muzeum Litwy (Lietuvos nacionalinis muziejus). 
Był działaczem radykalnych organizacji emigracyjnych w Anglii. Związany  z ruchem czartystów, prowadził szkolenie wojskowe ich oddziałów. 
Był uczestnikiem nieudanego robotniczego powstania w Newport.